# Ubiquity
Ubiquity é uma extensão para o Mozilla Firefox que permite o usuário criar mashups a partir de outros serviços web sem requerer muitos recursos técnicos, acessando-os por meio de comandos de texto simples.
Ubiquity é uma coleção de comandos derivados de uma linguagem rápida, fácil e natural que permite aos usuários o acesso à informação e modificação dela, além de interação com outros websites. Um protótipo foi lançado em Agosto de 2008.